# 美しいメロディーにのせた題韻詩
『美しいメロディーにのせた題韻詩』（仏語原題：  Bouts-rimés commandés sur le bel air  ）は、モリエールによる題韻詩。制作年代不明。

## 内容
| フランス語原文                                         | 日本語訳                                                           |
| ------------------------------------------------------ | ------------------------------------------------------------------ |
| Que vous m'embarrassez avec votre …… grenouille,       | あなたの…にはうんざりです カエル                                   |
| Qui traîne à ses talons le doux mot d' …… hypocras!    | だってそいつは…の甘い言葉を踵に引きずっているんですもの。 カクテル |
| Je hais des bout-rimés le puéril …… fatras,            | 私は題韻詩の幼稚な…が大嫌いです。 ガラクタ                         |
| Et tiens qu'il vaudrait mieux filer une …… quenouille. | それくらいなら…でも紡いでいたほうがマシです。 つむ                 |
| La gloire du bel air n'a rien qui me …… chatouille.    | 美しいメロディーを鼻にかけるなんてちっとも…ない。 その気になれ     |
| Vous m'assommez l'esprit avec un gros …… plàtras,      | あなたの大量の…には嫌気が差すわ。 残骸                             |
| Et je tiens heureux ceux qui sont morts à ……Coutras,   | …で死んだ人たちは幸せね。 クトラの戦い                             |
| Voyant tout le papier qu'en sonnets on …… barbouille.  | だってあなたは手当たり次第にソネを紙に…んですもの。 書きなぐる     |
| M'accable derechef la haine du …… cagot,               | もう一度…の憎しみに襲われたほうがいい。 似非信者                   |
| Plus méchant mille fois que n'est un vieux …… magot,   | 年寄りの…より千倍も意地悪でも。 猿みたいな醜男                     |
| Plutôt qu'on bout-rimé me fasse entrer en …… danse!    | 題韻詩で…されるよりずっとマシだわ。 踊ら                           |
| Je vous le chante clair,comme un …… chardonneret:      | 私は澄み切った声であなたに歌ってあげる、…みたいに。 ヒワ           |
| Au bout de l'univers je fuis dans une …… manse.        | 私は世界の果ての…に逃げ込む。 農地                                 |
| Adieu,grand Prince,adieu;tenéz-vous …… guilleret.      | さようなら偉大な王様、さようなら、…でいて下さい。 元気             |

## 成立過程
ラ・グランジュによって1682年に刊行された、初のモリエール全集では『エスカルバニャス伯爵夫人』とともに初めて出版され、この作品の後ろに配された。『エスカルバニャス伯爵夫人』と一緒に上演された作品の一節をこの作品が伝えているのかもしれない。
題韻詩は、予め決められたルールに従って韻を踏む遊びによって作られた詩である。社交界の遊びとしてサロンなどでもてはやされ、韻を踏むべき場所にどれほど自然で、かつエスプリの効いた言葉を入れられるかが競われた。1640年代から流行し、1670年代になってもその人気は健在であった。『女房学校』の台詞にもこの詩は登場する。第1幕第場で、アルノルフがアニェスの無知さを示すための台詞に登場するが、この台詞が卑猥だとして激しい攻撃の対象となった。モリエールは『女房学校批判』において、その批判に応えている。